# Pihpuff
Pihpuff (angleško Hufflepuff) je eden od domov Bradavičarke.
Pihpuff je dobil ime po Perwoli Pihpuff. V Pihpuffu najbolj cenijo zvestost, vdanost in dobrosrčnost. Njihovi barvi sta rumena in črna, v znaku pa imajo jazbeca.

## Kako priti v dom?
Knjiga ob 20 letnici Harryja Potterja pravi, da moraš s palico tapkati v ritmu Perwole Pihpuff, če potrkaš napačen ritem, te zalijejo s kisom. Dom se nahaja zraven kuhinj, kar je povsem razumljivo, saj je le njegova ustanoviteljica napisala recepte, ki jih učenci jedo na slavnostni večerji.

## Duh - Debeli frater
Kot hiša iz katere prihaja, je tudi ta duh izjemno prijazen. Je ponosen Pihpuffovec, ki je še najprijaznejši izmed vseh duhov.

## Predmeti, ki so "narejeni" za Pihpuffovce
Kot izvemo iz knjig, so Pihpuffovci zelo dobri v rastlinoslovju, tudi njihov element je zemlja. Veliko jih je dobrih tudi v negi magičnih živali (knjigo o magičnih živalih je napisal Salamander Scamander).

## Pihpuffovci
- Cedric Diggory (†)
- Justin-Finch Fletchley
- Susan Bones
- Ernie MacMillan
- Hannah Abbott
- Owen Cauldwell
- Laura Madley
- Rose Zeller
- Eleanor Branstone
- Kevin Whitby
- Stebbins
- Zacharias Smith
- Profesorica Ochrowt
- Fatale Tanga (†)
- Amelia Bones (†)
- Edgar Bones (†)
- Amos Diggory
- Salamander Scamander